# Növényevő

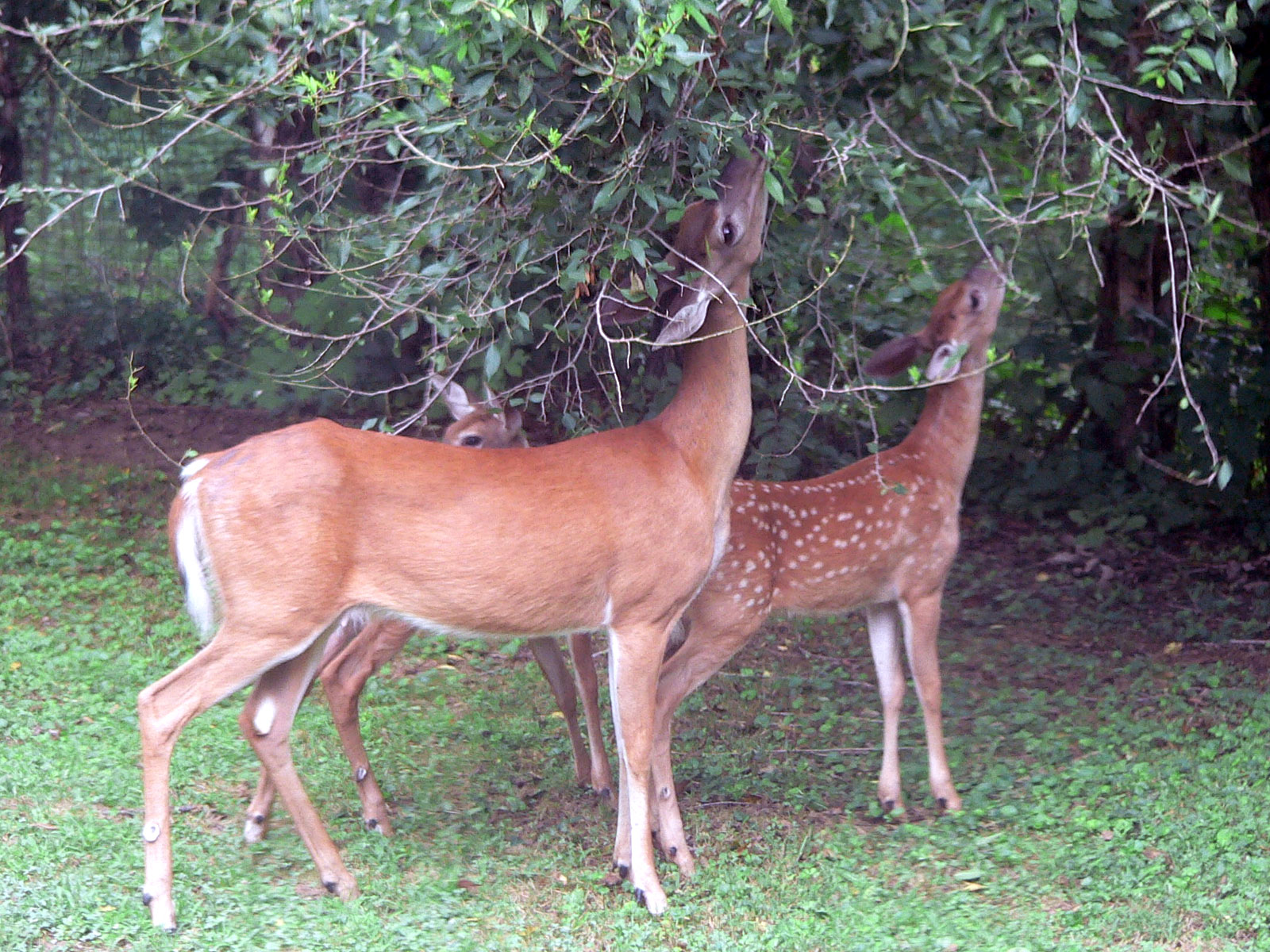
Lombokkal táplálkozó szarvasok

Növényevőnek nevezzük mindazokat az élőlényeket, amelyek elsődlegesen autotróf szervezeteket fogyasztanak, például növényeket, algákat és fotoszintetizáló baktériumokat. Ezen definíció alapján a gombák, a baktériumok, az állatok, a véglények és az élősködő növények egy része növényevőnek tekintendő, habár ezt a fogalmat általában inkább csak a növényevő állatokra vonatkozóan használják. Az élő növényekkel táplálkozó gombák, baktériumok és véglények csoportját fitopatogéneknek nevezik, míg az elpusztult növényekkel táplálkozó mikróbákat szaprofágoknak. A más növényekből táplálkozó növényeket növényi parazitáknak nevezik. Még általánosabban, az autotrófokkal táplálkozó élőlényeket elsődleges fogyasztóknak nevezik.

## Tévhitek

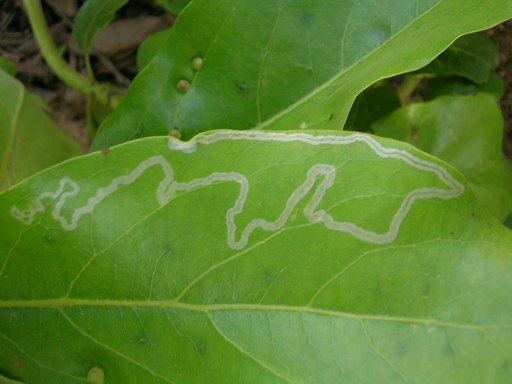
Az aknázók a levél epidermális rétegei között levő szöveteivel táplálkoznak, ami látható nyomokat hagy hátra

A növényevő olyan állat, amely elsődlegesen a növényevéshez alkalmazkodott (a húsevés helyett). Egyes állatokat néha tévesen vegetáriánusnak neveznek, ez a fogalom azonban csak azokra az emberekre vonatkozik, akik úgy döntenek, hogy nem fogyasztanak húst, ellentétben az állatokkal, melyek nem maguk választják meg az étkezésük módját. A növényevő állatok étrendje követheti az évszakok változását, például a mérsékelt égöveken, ahol az év egyes részeiben különböző növényekhez juthatnak hozzá.
Hibás az az elképzelés, miszerint a növényevő állatok kevésbé jelentenek veszélyt az ember számára a húsevőknél (illetve az is, hogy teljesen veszélytelenek az emberre). Habár ez nem tűnik logikusnak, mivel csak kevés húsevő állat tekinti élelemforrásnak az embert, valójában bármelyik állat támadhat, ha úgy érzi, hogy veszély fenyegeti. Például az Amerikai Egyesült Államokban, a Yellowstone Nemzeti Parkban a bölények sokkal nagyobb veszélyt jelentenek, mint a farkasok, melyek inkább elkerülik az embert. Az afrikai „Nagy Ötös” szafarikon (melyeken a vadászok a legveszélyesebbnek ítélt állatokra vadásznak) a legkedveltebb öt célpont: az orrszarvú, a leopárd, a kafferbivaly, az elefánt és az oroszlán közül három növényevő.
A növényevők fontos láncszemek a táplálékláncban, mivel képesek a növényekben tárolt napenergia átalakítására, amelyhez rajtuk keresztül a lánc magasabban levő tagjai, a húsevők és a mindenevők is hozzájuthatnak. Emiatt a növényevők a tápláléklánc elsődleges fogyasztói.

## Táplálkozási stratégiák
A növényevők különböznek táplálkozásuk természetében, terjedelmében és egyediségében.
Csoportosíthatók aszerint, hogy a növény mely részét fogyasztják el: a gyümölcsevők főként gyümölcsökkel táplálkoznak; a levélevők a levelek fogyasztják; a nektárevők a virágokból kinyerhető nektáron élnek; a növényevő rovarok és más ízeltlábúak táplálkozási módja sokkal specializáltabb, vannak köztük magevők, pollenevők, nedvszívók, xilofágok (faevők, mint például a termeszek) és gyökérevők is. A többi állatnál a specializáltság mértéke nem ennyire magas, azonban számos gyümölcs- és levélevő állat esetenként a növény más részeit is fogyasztja, például a gyökérzetet vagy a magokat.
Az élelem megszerzésének módja is sokféle lehet, például a „kilyukasztás és szívás” módszere. Egyes állatok a felületen levő folyadékot isszák meg, mások lyukat rágnak a növénybe, esetleg csak a széleit fogyasztják el vagy a teljes lombozatát (szkeletonizálás).

## Evolúció
A növényevők fejlődéstörténetének megismeréséhez háromféle forrás nyújt segítséget: a fosszilizálódott növények, melyek megőrizték a növényevőkkel szembeni védekezésre utaló bizonyítékokat (például a tüskéket) vagy a növényevők okozta károsodás nyomait; növénymaradványok vizsgálata az ürülékfosszíliákban; a növényevők szájüregének vizsgálata.
A növényevőkre utaló bizonyítékokat szinte a legkorábbi mezozoikumi fosszíliákban megtalálták. Az első spóratartókat és szárakat tartalmazó fosszíliák után 20 millió évvel, a szilur időszak végéről (mintegy 420 millió évvel ezelőttről) származó leletekben már megtalálhatók a táplálkozásra utaló bizonyítékok. A skóciai rhyne-i kovaköves fosszília-lelőhelyről előkerült leletek további bizonyítékkal szolgálnak arra, hogy a kora devon időszak során az állatok a „kilyukasztás és szívás” módszerét alkalmazva a növények spóráival táplálkoztak.
Az ezt követő 75 millió évben a növények sokkal összetettebb szervezetekké váltak[forrás?] – a gyökerüktől a magvaikig – a karbon időszak második feléből (326,4 millió évvel ezelőttről) származó bizonyítékokig nincs újabb lelet, ami a fogyasztásukra utalna. Az összes szerv kifejlődése és a fogyasztásra utaló jelek megjelenése között 50-100 millió év is eltelt, ami annak tudható be, hogy az alacsony oxigénszint lelassította az evolúciós folyamatot. Az ízeltlábúakhoz hasonlóan, ezen korai növényevők is nehezen azonosíthatók. A növények kilyukasztása és szkeletonizációja a perm időszak elején kezdődött, a felületükről történő folyadékivásra pedig a kor végéről származó leletek utalnak.
A növényevő ízeltlábúak kifejlődése négy fázisban történt, a növényi közösségek változásaival összhangban.

## Növényi védekezés
A növényevőkkel szembeni védekezés érdekében a növények egy sor változáson mentek keresztül, javítva túlélési és szaporodási esélyeiket. A felületüket mechanikai eszközök kezdték védeni, összetett polimerek termelésével igyekeztek csökkenteni az emészthetőségüket, és mérgeket termelve próbálták elzavarni, illetve megölni a növényevőket. Egy védelmi eszköz lehet alkotó, ami mindig jelen van a növényben és indukált, ami termelődik, vagy áthelyeződik, amikor a növényt sérülés éri, vagy egyéb igénybevételnek van kitéve.
A növénytermesztők a gazdanövény ellenállóképességeként hivatkoznak ezekre a mechanizmusokra. A növények olyan tulajdonságokat fejlesztettek ki, amelyek jobban vonzzák a növényevők ellenségeit. Például szemiokemikáliák (a rovarok kommunikációjában részt vevő anyagok; feromonok, allomonok és kairomonok) szagát árasztják magukból, emellett pedig ételt és menedéket biztosítanak a ragadozóknak. Egy adott növényfaj gyakran többféle mechanikai vagy vegyi védelmi mechanizmussal is rendelkezik, melyek alkotóként vagy indukáltként adódnak hozzá a növény védelmi rendszeréhez, hogy megóvják a növényevőktől.
Bizonyos esetekben a növények magukhoz csalogatják a növényevőket a szaporodás érdekében. A nektár például vonzza a méheket, melyek közreműködnek a virágok beporzásánál.

## A növényevők alkalmazkodása és védekezése

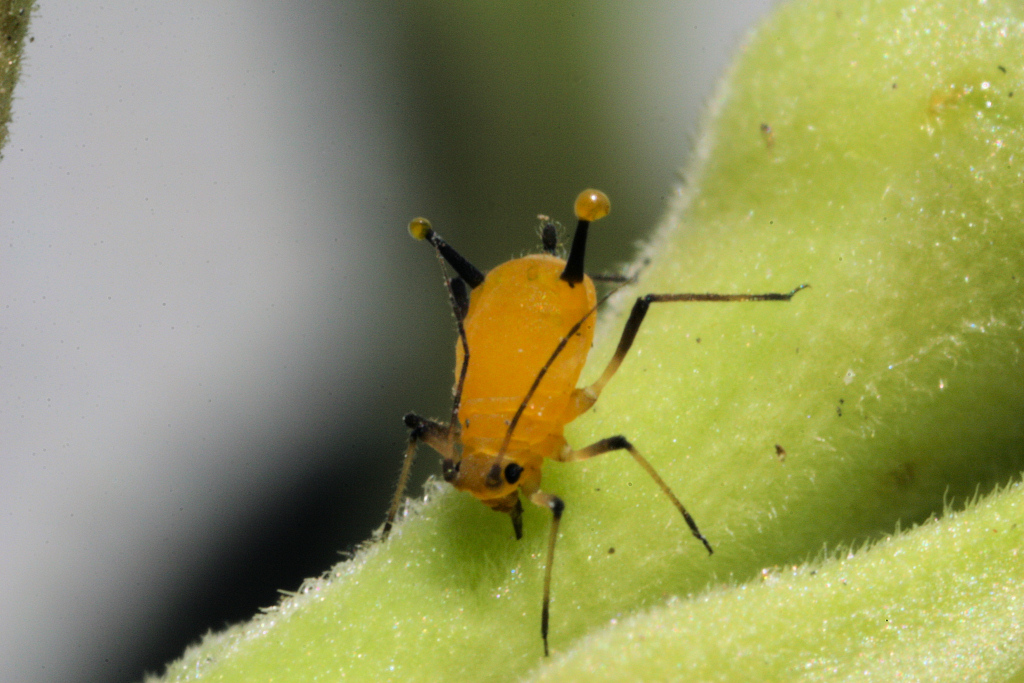
A levéltetvek a növények nedveivel táplálkoznak.

A növényevők függenek a táplálékot nyújtó növényektől és együtt fejlődnek velük, hogy képesek legyenek a sokféle védelmi eszköz ellenére élelemhez jutni. A növényevők alkalmazkodása a növények védekezéséhez „offenzív jellegű” és olyan jellegzetességekből áll össze, amik lehetővé teszik a táplálkozás mértékének növekedését és a gazdanövény kihasználását. Ezzel szemben a növények igyekeznek csökkenteni a fogyaszthatóságukat, hogy megvédjék a növekedésükhöz és a szaporodásukhoz szükséges erőforrásaikat.
A kapcsolatok a növényevők és a gazdanövényeik között gyakran eredményeznek inverz evolúciós változásokat. Mikor egy növényevő megeszik egy növényt, olyan reakciót vált ki, ami biokémiai vagy fizikai védelmet hoz létre vagy ellentámadást indukál. Azokban az esetekben, ahol a kapcsolat „specifikusságot” (az egyes jellegzetességek evolúciója egymásból következik) és inverzitást (mindkét jellegzetesség kifejlődik) mutat, a fajok koevolúciós fejlődésen mennek keresztül. A koevolúciós fejlődés elszivárgási és szétszóródási mechanizmusai igazolják azt az elképzelést, ami szerint az alkalmazkodás a növényevőknél és gazdanövényeiknél speciáción (fajfejlődésen) keresztül valósul meg.

## Fordítás
Ez a szócikk részben vagy egészben  a   Herbivory című angol Wikipédia-szócikk ezen változatának fordításán alapul.  Az eredeti cikk szerkesztőit annak laptörténete sorolja fel. Ez a jelzés csupán a megfogalmazás eredetét és a szerzői jogokat jelzi, nem szolgál a cikkben szereplő információk forrásmegjelöléseként.

## Ajánlott irodalom
- szerk.: Danell, K., R. Bergström, P. Duncan, J. Pastor: Large herbivore ecology, ecosystem dynamics and  conservation. Cambridge, UK: Cambridge University Press, 506. o. (2006). ISBN 0-521-83005-2
- Crawley, M. J.. Herbivory : the dynamics of animal-plant interactions. Oxford: Blackwell Scientific, 437. o. (1983). ISBN 0-632-00808-3
- szerk.: Olff, H., V.K. Brown, R.H. Drent: Herbivores : between plants and predators. Oxford ; Malden, Ma: Blackwell Science, 639 p. o. (1999). ISBN 0-632-05155-8

### Magyar nyelven
- Cellulózevő háziállatok. (Hozzáférés: 2008. július 22.)
- Az élőlényközösségek felépítése és anyagforgalma - Növényökológia. [2008. március 13-i dátummal az eredetiből archiválva]. (Hozzáférés: 2008. július 22.)

### Angol nyelven
- The herbivore defenses of Senecio viscusus'. (Hozzáférés: 2008. július 22.)
- Cross-Disciplinary Research at Muhlenberg College    – Plant-Insect Interactions. [2008. május 31-i dátummal az eredetiből archiválva]. (Hozzáférés: 2008. július 22.)